# Almost Human (film din 2013)
Aproape uman (titlu original: Almost Human) este un film american din 2013 scris și regizat de Joe Begos. Filmul reprezintă debutul său regizoral. În rolurile principale joacă actorii Graham Skipper, Josh Ethier și Vanessa Leigh. Filmul a avut premiera la 10 septembrie 2013 la Festivalul Internațional de Film de la Toronto

## Prezentare
Graham Skipper este Seth Hampton, un om al cărui cel mai bun prieten poate sau nu poate fi cel care a comis o serie de crime oribile.

## Distribuție
- Graham Skipper ca Seth Hampton
- Josh Ethier ca Mark Fisher
- Vanessa Leigh ca Jen Craven
- Susan T. Travers ca Becky
- Anthony Amaral III ca Clyde Dutton
- Michael A. LoCicero ca Barry
- Jeremy Furtado ca Clientul de la benzinărie
- Jami Tennille ca Tracy
- Chuck Doherty ca Clancy
- Kristopher Avedisian ca Vânător 1
- David Langill ca Vânător 2
- John Palmer ca Jimmy
- Andre Boudreau ca Șofer
- Eric Berghman ca Earle Harris
- Mark O'Leary ca Dale

## Producție
Filmările au avut loc pe Rhode Island.

## Primire
Aprecierile criticilor privind acest film sunt împărțite. Torontoist a acordat filmului 3 stele și jumătate dintr-un total de 5.